# 곽지민
곽지민(본명: 곽선희, 1985년 2월 13일 ~ )은 대한민국의 배우이다.

## 학력
- 진선여자고등학교 졸업
- 중앙대학교 연극영화학 (학사)

## 출연 작품

### 드라마
- 2003년 KBS2 단막극 《KBS 드라마시티 - 나의 아름다운 첫사랑》 ... 어린 민영 역
- 2003년 MBC 월화드라마 《내 인생의 콩깍지》
- 2003년 SBS 일일시트콤 《똑바로 살아라》 ... 다현 역
- 2004년 KBS2 청소년 드라마 《성장드라마 반올림》
- 2004년 MBC 주말드라마 《사랑을 할거야》 ... 진파랑 역
- 2005년 SBS 주말 특별기획 《프라하의 연인》 ... 정연수 역
- 2006년 수퍼 액션 시리즈 《디지털 다세포 소녀》 ... 두눈박이 역
- 2007년 MBC 수목드라마 《메리대구 공방전》 ... 최비단 역
- 2007년 KBS2 월화드라마 《아이 엠 샘》 ... 다빈 역
- 2012년 SBS 드라마스페셜 《유령》 ... 권은솔 역
- 2013년 tvN 군디컬 드라마 《환상거탑》 ... 유미 역
- 2013년 KBS2 월화드라마 《굿 닥터》 ... 이수진 역
- 2013년 MBC 특별기획 《구암 허준》 ... 구언년 역
- 2013년 MBC 일일연속극 《빛나는 로맨스》 ... 오윤나 역
- 2014년 MBC 월화특별기획 《오만과 편견》 ... 송아름 역
- 2016년 웹드라마 《불가사리》
- 2016년 웹드라마 《저주받은 로맨스》 ... 유은재 역

### 영화
- 2003년 《여고괴담 3 - 여우 계단》 ... 무용반 후배 역
- 2004년 《사마리아》 ... 여진 역
- 2005년 《레드아이》 ... 윤소희 역
- 2007년 《소녀X소녀》 ... 오세리 역
- 2009년 《Flipping》
- 2011년 《링크》 ... 박수정 역
- 2012년 《나의 PS 파트너》 ... 아라 역
- 2012년 《청춘 그루브》 ... 조아라 역
- 2012년 《웨딩스캔들》 ... 정은 역

### 뮤직 비디오
- 2009년 이진성 - sorry

## 그 외 활동

### 라디오
- 2006년 경기방송 《곽지민의 오후의 데이트》

### 앨범
| 앨범 번호 | 앨범 정보                               | 트랙 리스트                                                             |
| --------- | --------------------------------------- | ----------------------------------------------------------------------- |
| 1         | 《Crossover》 - 발매일: 2009년 9월 25일 | 1. 약한 여자 2. Sweet Dream 3. 약한 여자 (Inst.) 4. Sweet Dream (Inst.) |

## 수상
- 2004년 제5회 부산영화평론가협회상 신인여우상
- 2012년 12월 제20회 대한민국문화연예대상 영화 여자우수상